# Vävarnas barn
Vävarnas barn är en roman från 1981 av Per Anders Fogelström, som utspelar sig på Barnängens klädesfabrik, Barnängens manufaktur, under åren 1749–1779, där klädesarbetarnas liv och villkor skildras. Uppföljare i trilogin är Krigens barn (1985), och sista delen Vita bergens barn (1987).
År 2008 kom titeln ut som ljudbok med Helge Skoog som uppläsare.
Vävarnas barn, liksom de två uppföljarna, kompletterade Fogelströms sedan tidigare utgivna Stadserie, som börjar med boken Mina drömmars stad. Tillsammans bildar romanserierna en Stockholmsskildring som spänner mellan åren 1749 och 1968.
Romanen bygger till stor del på verkliga händelser och förhållanden. Fler av de personer som förekommer i boken är också verkliga, historiska personer som blandas med och ibland interagerar med de diktade karaktärerna. Författaren har lagt mycket stor vikt vid att beskriva händelser, personer och platser historiskt korrekt och har även gett ut en separat skrift med hänvisningar till de källor som har använts.

## Barn-trilogin
- 1981: Vävarnas barn 1749–1779
- 1985: Krigens barn 1788–1814
- 1987: Vita bergens barn 1821–1860